# طوفان شن مه ۲۰۱۸ هند
طوفان شن مه ۲۰۱۸ هند (به انگلیسی: 2018 Indian dust storm) در ایالت‌های راجستان و اوتار پرادش در روز پنجشنبه ۳ مه رخ داد که باعث کشته شدن بیش از ۱۲۵ نفر که اکثراً خواب بودند، شد.

## شرح واقعه
در شب پنجشنبه ۳ مه ۲۰۱۸ طوفان شدیدی از شن ایالت‌های راجستان و اوتار پرادش را در هند درنوردید، رعد و برق باعث فروریختن سقف خانه‌ها گشت و وزش شدید باد با سرعت ۱۳۰ کیلومتر در ساعت باعث ریشه کن کردن درختها و قطع کابل‌های برق گشت. این شدیدترین طوفان در چند قرن اخیر بوده‌است.

## تلفات
در این واقعه بیش از ۱۱۶ نفر کشته و دست‌کم ۲۵۰ نفر زخمی شده‌اند، بسیاری در هنگام خواب و با فروریختن سقف‌های خانه‌ها جان خود را از دست داده‌اند.
بیشتر تلفات و خسارتها در استان اوتار پرادش بوده‌است.

## اقدامات
سر وزیر ایالت راجستان گفته‌است نیروهای امدادرسان عازم منطقه شده‌اند. مقامات هندی گفته‌اند که بازماندگان و خانواده قربانیان غرامت خواهند پرداخت.